# Elizabeth Malleson

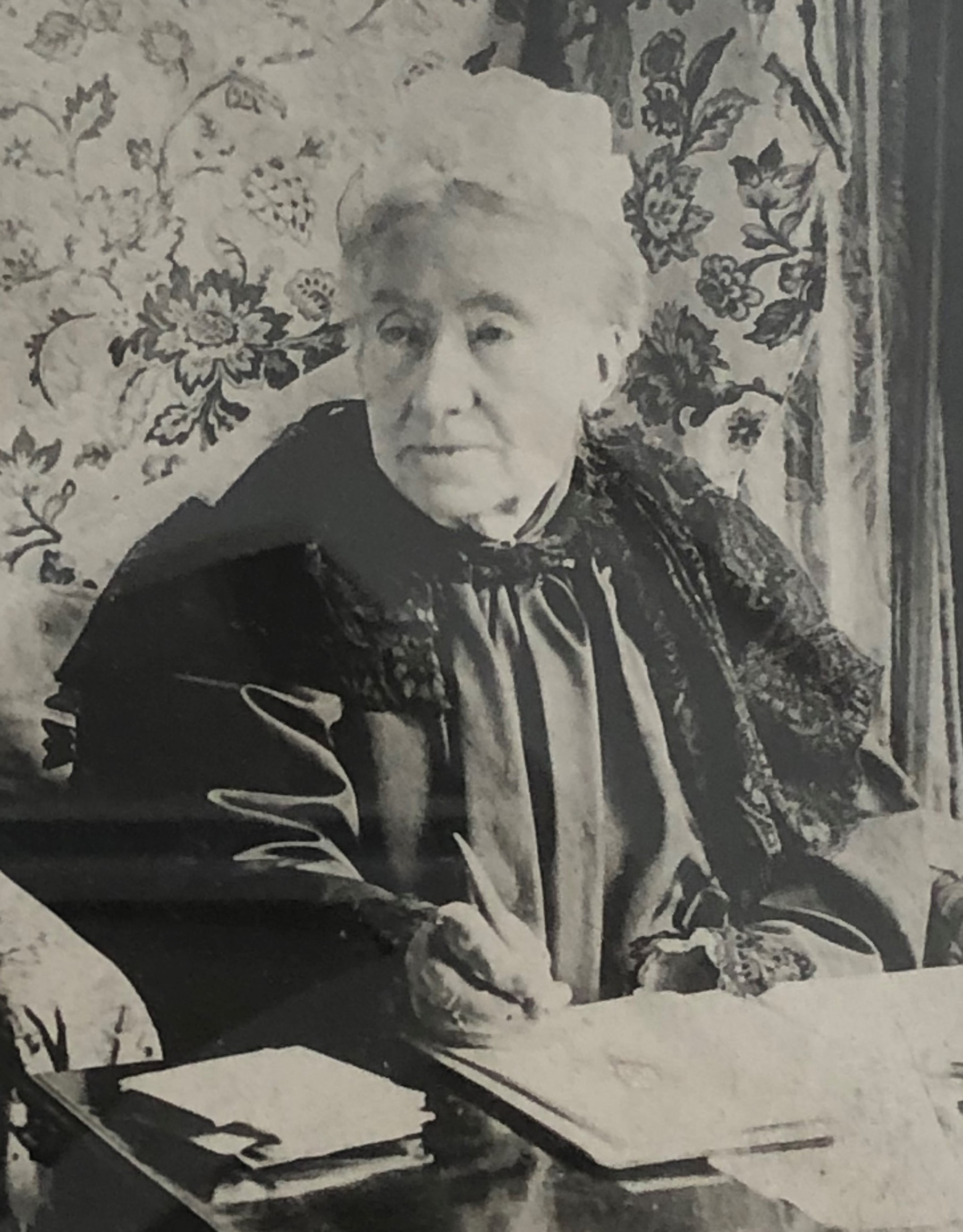
Elizabeth Malleson, ca. 1906

Elizabeth Malleson, geborene Whitehead (* 29. Oktober 1828 in Chelsea, London; † 27. Dezember 1916 in Dixton Manor, Winchcombe, Gloucestershire) war eine englisch-britische Lehrerin und Aktivistin für die Frauenbildung, das Frauenwahlrecht und die ländliche Krankenpflege.

## Leben
Whitehead wurde als ältestes der elf Kinder des Anwalts Henry Whitehead und seiner Frau Frances Ann, geborene Maguire. Sie erhielt eine schmale Ausbildung in einer Schule in der Nähe des Hauses ihrer Großmutter in Northfleet, von Gouvernanten zu Hause und, im Alter von vierzehn Jahren, ein Jahr lang in einer unitarischen Schule in Clapton. Mit fünfzehn Jahren übernahm sie die Verantwortung für die Erziehung ihrer Brüder und Schwestern. Entsetzt über die schlechte Qualität ihrer eigenen Erziehung war sie entschlossen, es ihren Geschwistern besser zu machen, und erarbeitete sich im Selbststudium ihre eigenen Lehrmethoden. Im Alter von vierundzwanzig Jahren fand sie zeitweilige Anstellungen als Amanuensis und Gouvernante. Im Jahr 1854 wurde sie zur Lehrerin an der von Barbara Leigh Smith Bodichon gestifteten experimentellen Portman Hall School ernannt. Sie übernahm mit Begeisterung die Grundsätze der Schule: keine Konfessionszugehörigkeit, Koedukation bis zum Alter von elf Jahren, Mischung von Kindern aus der Mittel- und der Handwerkerklasse, kurze und angenehme Unterrichtszeiten.
Im Mai 1857 heiratete sie einen Geschäftsmann und Unitarier namens Frank Rodbard Malleson, mit dem sie vier Kinder hatte. Malleson engagierte sich für das Frederick Maurice's Working Men's College.
1863 gehörte sie zu den Gründungsmitgliedern der Ladies’ London Emancipation Society. Zu den weiteren Gründungsmitgliedern und dem Vorstand gehörten Mary Estlin, Sarah Parker Remond, Harriet Martineau, Eliza Wigham und eine weitere Gründerin, Charlotte Manning.
Malleson gründete 1864 das Working Woman's College am Queen Square in Bloomsbury. Malleson rekrutierte persönlich Lehrkräfte mit Hochschulausbildung, die auch am sozialen Leben des Colleges teilnehmen sollte. Die Direktorin für die Frauen im Jahr 1865 war Sarah Amos. Obwohl das College florierte, blieb sie davon überzeugt, dass die Erwachsenenbildung nicht nach Geschlechtern getrennt organisiert sein sollte. Daher wurde das College 1874 sowohl für Männer als auch für Frauen geöffnet, nachdem das Working Men's College ein Angebot zur Fusion abgelehnt hatte. Diese koedukative Idee wurde von Malleson und ihrem Ehemann vorangetrieben, und die daraus resultierende Opposition im College führte dazu, dass eine Gruppe unter der Leitung von Frances Martin wegzog, um ein anderes College für Frauen zu gründen. Die dann in College for Men and Women umbenannte Einrichtung war bis 1901 in Betrieb. Das von Frances Martin gegründete konkurrierende Frauen-College bestand bis 1966.
Malleson setzte sich für diverse andere Anliegen ein, darunter ab 1867 als Mitglied der Society for Promoting the Employment of Women, ab 1869 für die Aufhebung des Contagious Diseases Actss und 1876 für die Organisation von Hilfsmaßnahmen für die Flüchtlinge der türkischen Gräueltaten gegen die Bulgaren.
Malleson, die zusammen mit Barbara Leigh Smith Bodichon die Frage des Frauenwahlrechts diskutierte, seit bei ihr in der Portman Hall School gewesen war, unterzeichnete 1866 die Petition für das Frauenwahlrecht und trat bis 1867 dem Komitee für das Frauenwahlrecht (Enfranchisement of Women Committee) bei. 1867 trat sie dem London-Zweig der National Society for Women's Suffrage bei und wurde im Dezember 1868 Mitglied des Exekutivausschusses bis die Vereinigung 1877 in der National Society for Women’s Suffrage aufging. Da Malleson keine gute Rednerin war, beteiligte sie sich nicht sehr aktiv an der Wahlrechtsbewegung, zeichnete aber die Petitionen und Erklärungen der unterschiedlichen Vereinigungen mit.
Malleson zog 1884 mit ihrer Familie nach Dixton Manor im ländlichen Winchcombe. Dort organisierte sie Salonversammlungen und lud Rednerinnen ein, um ihre Nachbarn für das Wahlrecht zu interessieren. In den Jahren 1889 und 1890 gehörten sie und ihr Mann dem Rat der Women’s Franchise League an. Ihre Tochter Hope Malleson trat 1909 der Women’s Social and Political Union bei, doch Malleson sympathisierte zwar mit den Zielen der WSPU, konnte deren Methoden jedoch nicht unterstützen.
Sie setzte sich auch in Winchcombe weiter für die Schulbildung ein, stellte aber fest, dass es vor Ort kaum Krankenschwestern gab. Malleson sorgte in Einzelmaßnahmen zunächst dafür, dass zum Beispiel eine ausgebildete Krankenschwester für die Bewohner von Gotherington zur Verfügung stand. Dann beschloss sie, eine nationale Organisation zu gründen. Das brachte sie mit Lucy Hicks-Beech zusammen, der Frau des Abgeordneten Michael Hicks Beach. Zusammen sammelten sie genug Unterstützung, um 1889 die Rural Nursing Association zu gründen, die Bezirkskrankenschwestern für Dörfer Englands bereitstellte. 1871 beschloss Königin Victoria, 70.000 Pfund, die sie anlässlich ihres Jubiläums als Spende erhalten hatte, für die Gründung des Queen’s Nursing Institute (QNI) im Jahr 1889 zu verwenden. Mallesons Krankenschwestern der Rural Nursing Association wurden 1891 zur Abteilung für ländliche Krankenpflege innerhalb des QNI, und Malleson wurde zur Sekretärin der Organisation.
Malleson starb 1916 an einer Grippe.